# Andryey Likhavitski
Andryey Likhavitski (né le 23 juin 1986 à Kouïbychev) est un gymnaste biélorusse.

## Carrière sportive
Il est médaillé de bronze au cheval d'arçons aux Jeux européens de 2019.